# Michael Boapeah
Michael Boapeah (Den Haag, 2000) is een Nederlands-Ghanees kickbokser, actief in het middengewicht bij GLORY Kickboxing. Hij staat bekend om zijn agressieve vechtstijl en zijn opmars binnen de internationale kickbokswereld. Boapeah komt oorspronkelijk uit de Haagse Schilderswijk en heeft in korte tijd naam gemaakt in het professionele kickboksen.

## Biografie
Michael Boapeah werd in 2000 geboren in Den Haag, als zoon van Ghanese ouders. Hij groeide op in de Schilderswijk en volgde zijn middelbare schoolopleiding aan het Johan de Witt College in Den Haag. Op 15-jarige leeftijd begon hij met kickboksen, waarmee hij al snel talent toonde.
Boapeah combineerde in zijn tienerjaren zijn opleiding met sport en ontwikkelde zich tot een veelbelovend vechter. Uiteindelijk maakte hij in 2021 de overstap naar het professionele circuit.

## Kickbokscarrière
Boapeah debuteerde in augustus 2022 bij GLORY tijdens het evenement GLORY 81, waar hij direct indruk maakte met een overwinning op Florian Kröger. In de jaren daarna versloeg hij onder anderen Ertugrul Bayrak, Ulric Bokeme en Serkan Ozcaglayan.
In 2024 stond hij tegenover regerend wereldkampioen Donovan Wisse, maar verloor op punten. Hij bleef zich echter verder ontwikkelen en vocht zich opnieuw naar de top, resulterend in een rematch tegen Wisse op GLORY 100 in juni 2025.
Boapeah staat bekend om zijn explosieve stootcombinaties en druk naar voren, waarmee hij zijn tegenstanders vaak onder zware druk zet.

## Persoonlijk leven
Boapeah woont in Den Haag en is actief op sociale media, waar hij zijn trainingen en wedstrijden deelt. Hij ziet zichzelf als rolmodel voor jongeren uit zijn wijk en zet zich in om sport te promoten onder Haagse jongeren.
Naast zijn bokscarrière werkte Boapeah ook in de lokale ambachtelijke sfeer. Rond zijn 22e maakte hij doodskisten in Den Haag, een baan die hij combineerde met zijn voorbereidingen op het GLORY‑debuut

## Palmarès (selectie)
- GLORY 81 (2022): winst tegen Florian Kröger
- GLORY 85 (2023): winst tegen Ertugrul Bayrak
- GLORY 92 (2024): winst tegen Serkan Ozcaglayan
- GLORY 100 (2025): titelgevecht tegen Donovan Wisse (verloren)